# Kostel svatého Petra a Pavla (Říčany, okres Brno-venkov)
Kostel svatého Petra a Pavla v Říčanech je římskokatolický filiální kostel náležící do ostrovačické farnosti. Nachází se v obci Říčany v okrese Brno-venkov. Je chráněn jako kulturní památka.

## Historie

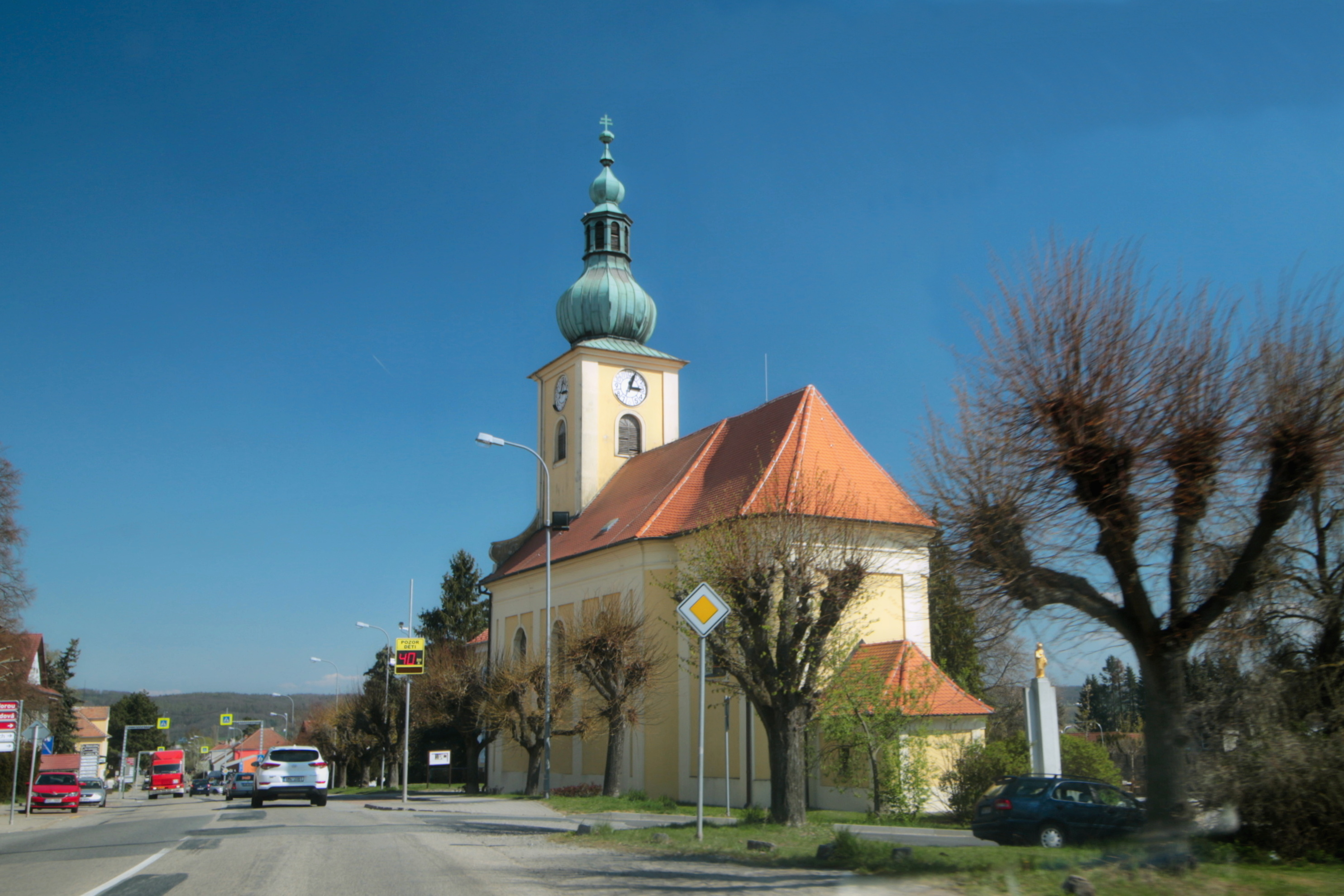
Pohled na kostel

První zmínka o říčanském kostele pochází z roku 1349, jeho umístění ovšem bylo odlišné, stál v místě pomníku padlým. Po několika požárech byl ve velmi špatném stavu, takže i přes částečnou opravu v roce 1736 došlo ke zřícení části zdiva.
Základní kámen nového pozdně barokního chrámu byl položen v roce 1754, kvůli nedostatku finančních prostředků byl dokončen a vysvěcen až v roce 1763. Jedná se o jednolodní kostel s pravoúhle zakončeným kněžištěm a hranolovou věží ve východním průčelí (chrám není orientován). Roku 1865 byla upravena věž a sakristie, k rozsáhlým opravám došlo v roce 1948, neboť byl na konci druhé světové války výrazně poškozen.
U původního kostela se nacházel hřbitov, který byl zrušen v roce 1879.